# 2138-as mellékút (Magyarország)
A 2138-as számú mellékút egy valamivel kevesebb, mint hat kilométeres hosszúságú, négy számjegyű mellékút Nógrád vármegyében, a Cserhátban.

## Nyomvonala
A 2108-as útból ágazik ki, néhány méterrel annak 22. kilométere után. Keresztezi a Galga egyik mellékágát, majd dél felé fordul. Kevesebb, mint 1 kilométer után átlép Bercel területére, ettől kezdve ott halad. 2,5 kilométer megtétele előtt ágazik ki belőle kelet-északkelet felé, a szandai kőbánya és Szanda vára felé a 21 157-es út, itt közel halad Nógrádkövesd határához, ellentétes oldalon egy önkormányzati út ágazik ki, utóbbi település lakott területe felé. Ezen a szakaszon elhalad a 476 méter magas Berceli-hegy nyugati lábánál. A 2129-es útba torkollva ér véget, körülbelül annak 2+350-es kilométerszelvényénél. Teljes hossza az országos közutak térképes nyilvántartását szolgáló kira.gov.hu adatbázisa szerint 5,639 kilométer.

## Története
Egy 1937-es autótérkép szerint akkor már kiépített, fontos út volt, a bizonytalan térképi jelölés alapján nem egyértelmű, de az is lehet, hogy a Balassagyarmat-Aszód közti 206-os főút részét képezte. Ugyanezen főút részeként tünteti fel egy dátum nélküli, feltehetőleg 1950 körül készült térkép is.